# Cereus jamacaru
Cereus jamacaru är en kaktusväxtart som beskrevs av Dc. Cereus jamacaru ingår i släktet Cereus och familjen kaktusväxter.

## Underarter
Arten delas in i följande underarter:
- C. j. calcirupicola
- C. j. jamacaru

## Bildgalleri

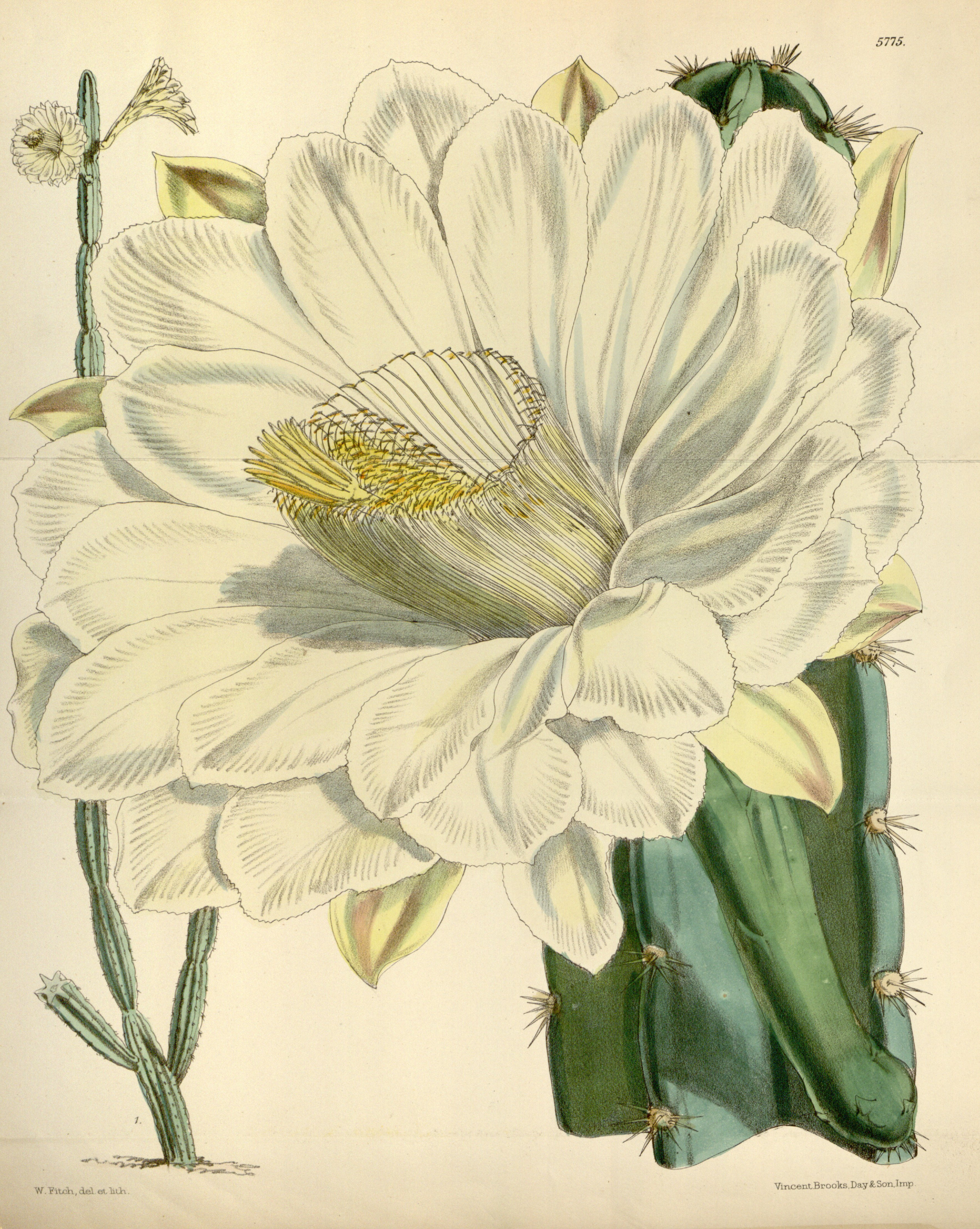
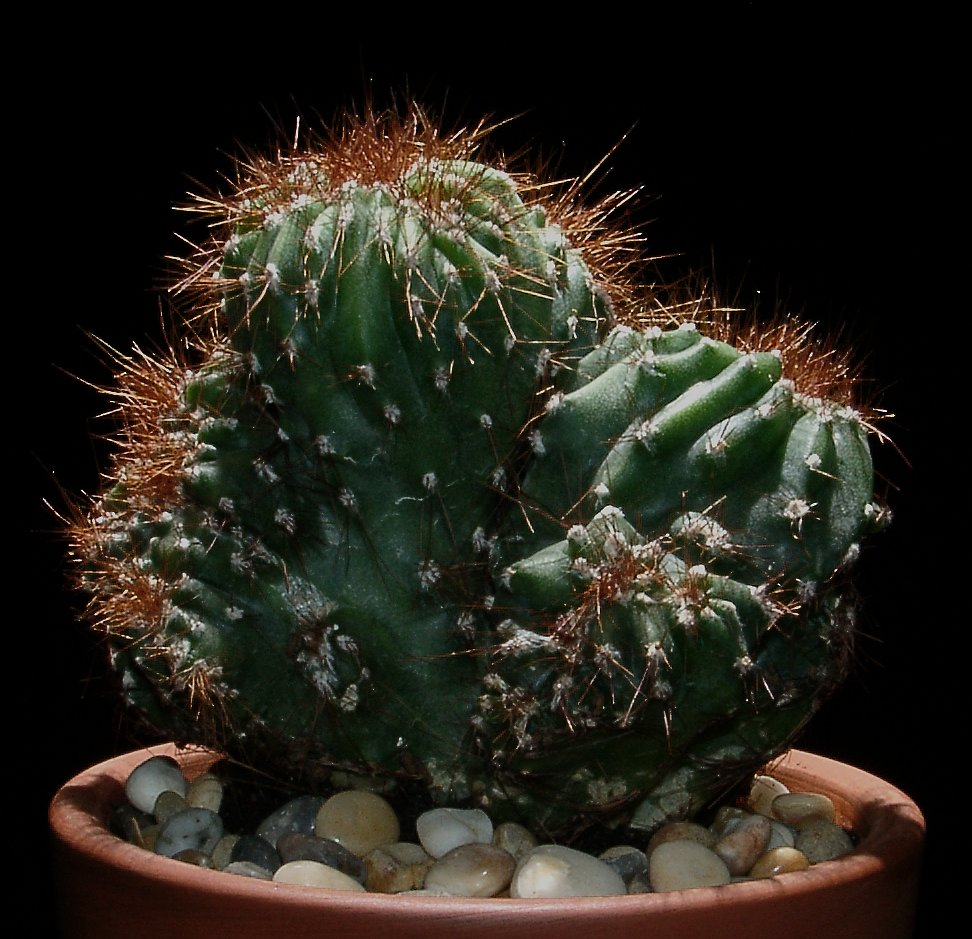
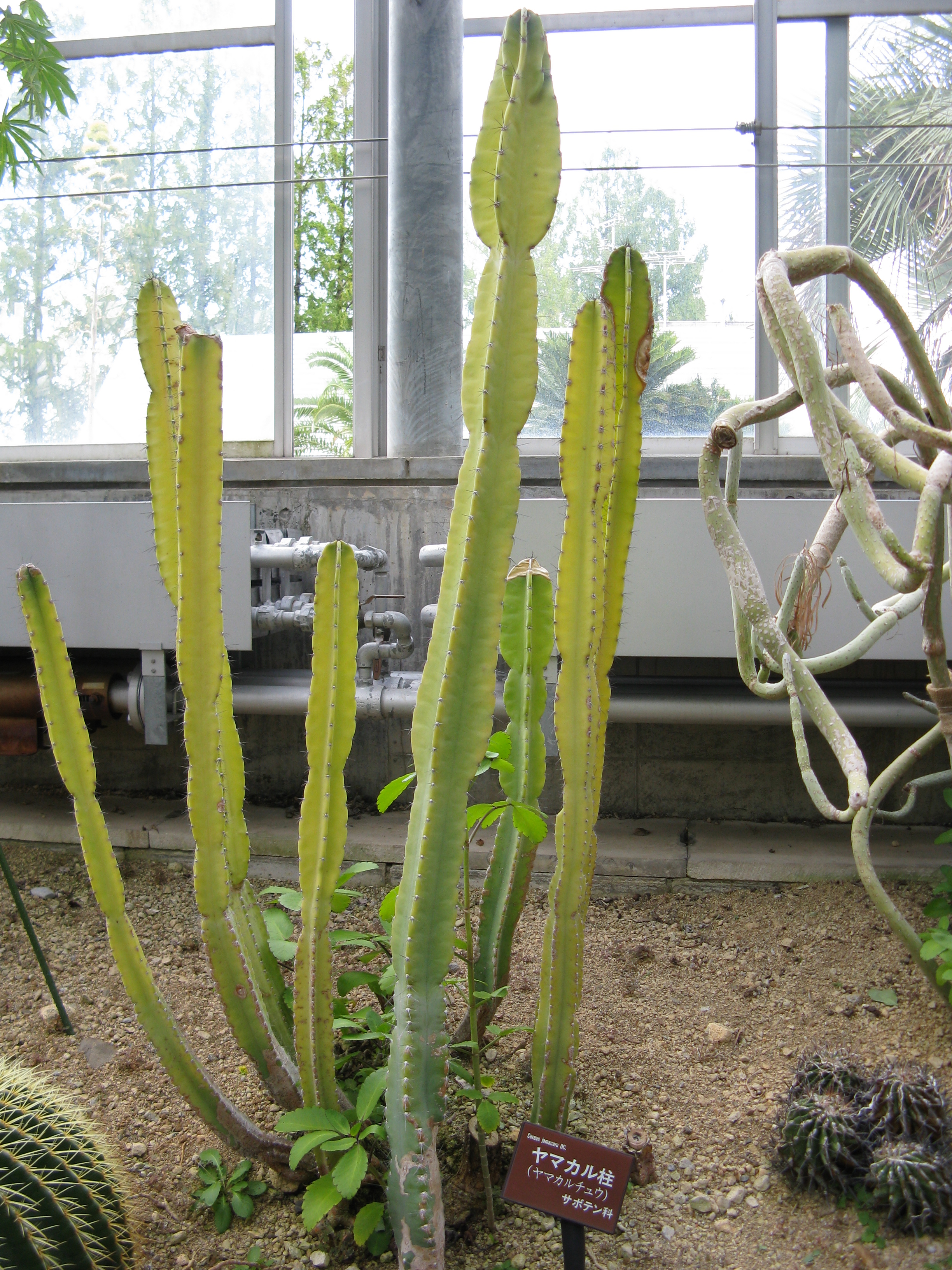
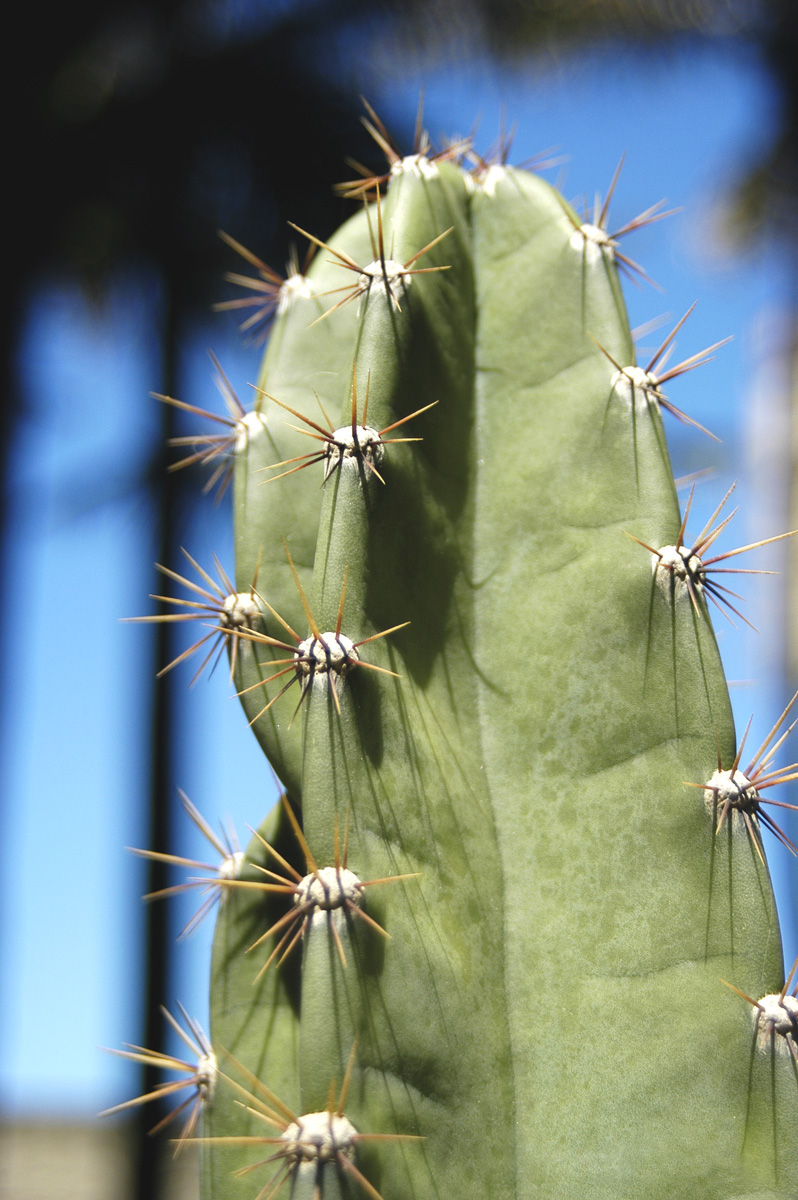
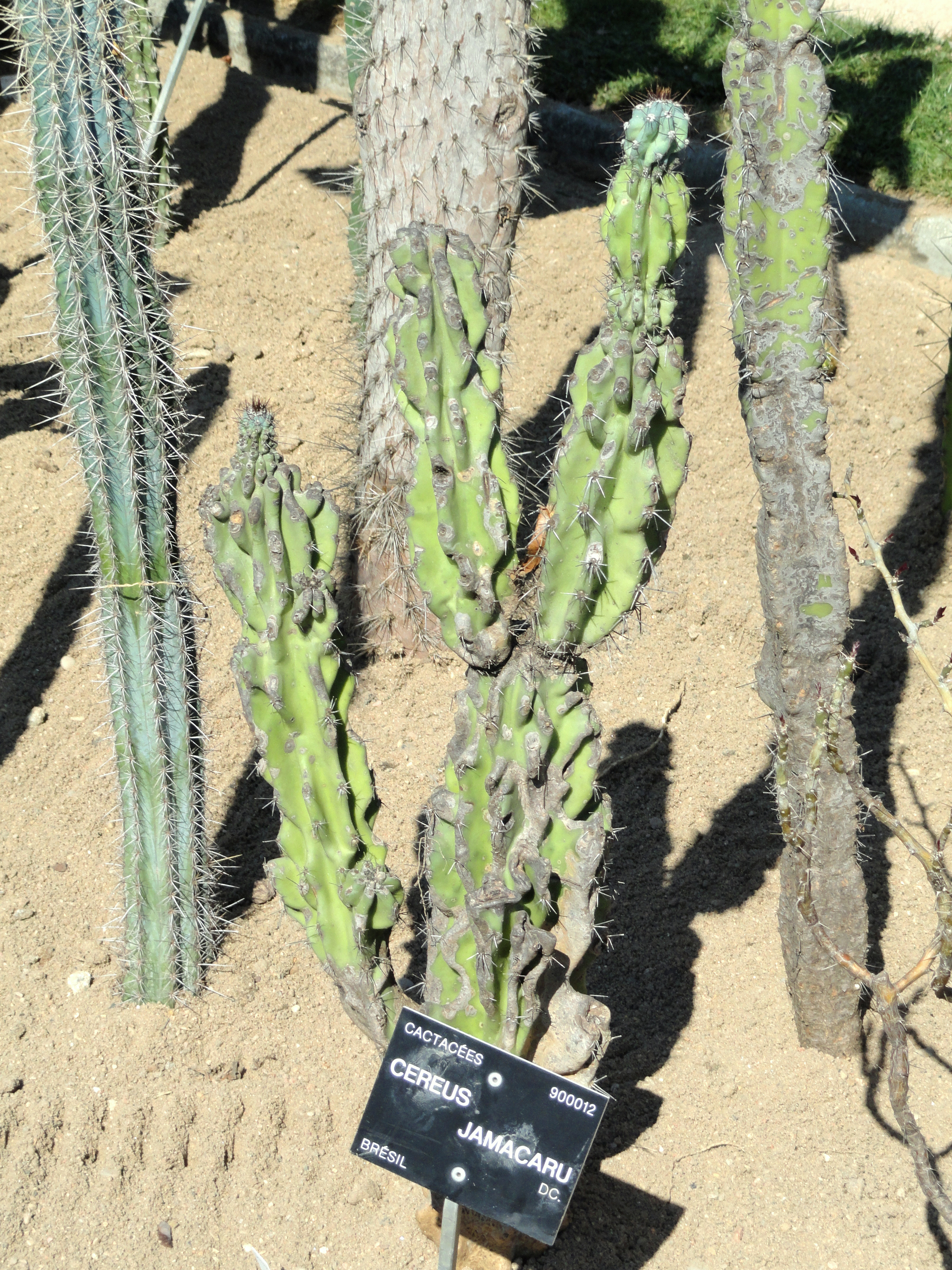
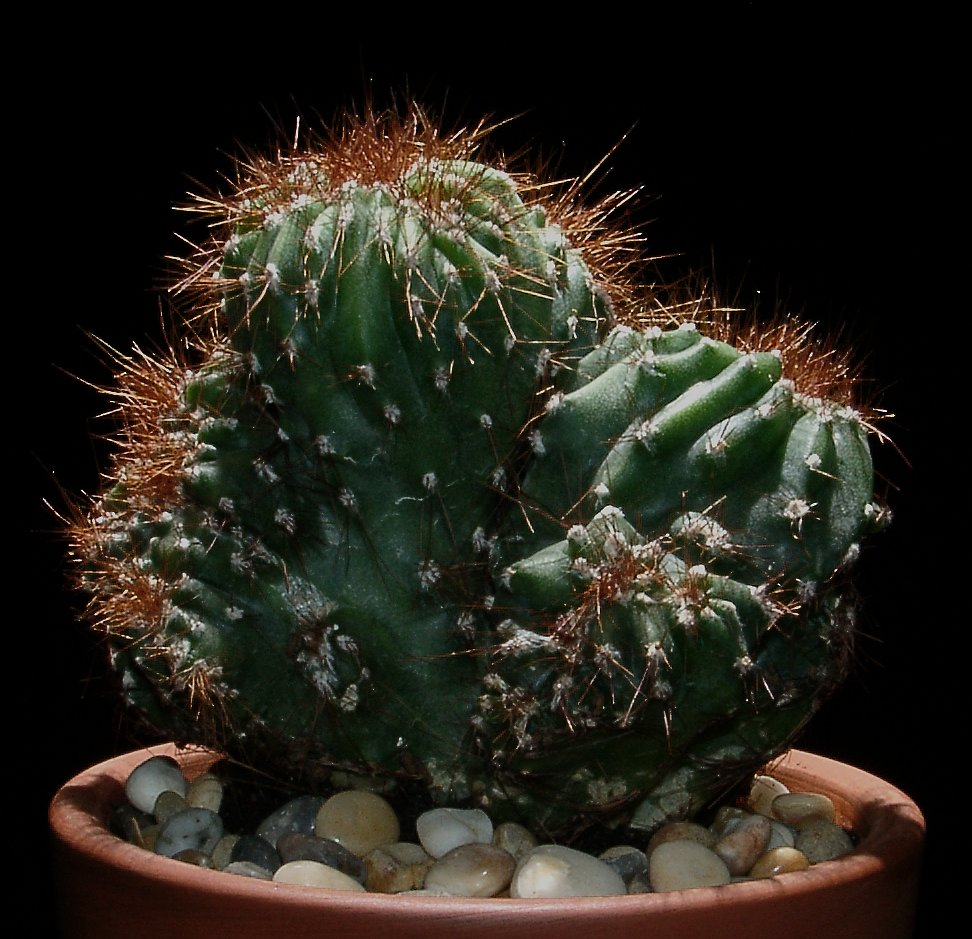